# GP Industria & Artigianato di Larciano
O GP Industria & Artigianato di Larciano (oficialmente: GP Industria & Artigianato), em seu dia denominada Circuito de Larciano, é uma corrida ciclista italiana de um dia que se disputa na cidade de Larciano (província de Pistoia, região de Toscana), no mês de março (anteriormente se disputou no final de abril ou princípios de maio).
As primeiras edições com o nome de Circuito de Larciano foram critériums de exibição não oficiais até que em 1977 se criou o GP Industria & Artigianato di Larciano. A edição de 1997 foi válida como o Campeonato da Itália em Estrada. Nos anos 1990 e princípios dos 2000 foi uma corrida de categoria 1.2. Desde a criação dos Circuitos Continentais da UCI em 2005 faz parte do UCI Europe Tour, dentro da categoria 1.1 e em 2017 passou a ser corrida de categotía 1.hc (máxima categoria de corridas de um dia para circuitos continentais UCI).

## Palmarés
| Ano                                                                  | Vencedor                 | Segundo                  | Terceiro                   |           |
| -------------------------------------------------------------------- | ------------------------ | ------------------------ | -------------------------- | --------- |
| Circuito de Larciano (edições de exibição não oficiais - criteriums) |                          |                          |                            |           |
| 1967                                                                 | Michelle Dancelli        | Franco Bitossi           | Vittorio Adorni            |           |
| 1968                                                                 | Vittorio Adorni          | Franco Bitossi           | Gianni Motta               |           |
| 1969                                                                 | Franco Bitossi           | Gianni Motta             | Felice Gimondi             |           |
| 1970                                                                 | Franco Bitossi           | Mauro Simonetti          | Jean-Pierre Monseré        |           |
| 1971                                                                 | Felice Gimondi           | Franco Bitossi           | Rik Van Linden             |           |
| 1972 edição não realizada                                            |                          |                          |                            |           |
| 1973                                                                 | Franco Bitossi           | Eddy Merckx              | Felice Gimondi             |           |
| 1974                                                                 | Giacinto Santambrogio    | Franco Bitossi           | Ole Ritter                 |           |
| 1975                                                                 | Roger De Vlaeminck       | Francesco Moser          | Felice Gimondi             |           |
| 1976                                                                 | Felice Gimondi           | Walter Riccomi           | Mauro Vannucchi            |           |
| GP Industria & Artigianato di Larciano (edições profissionais)       |                          |                          |                            |           |
| 1977                                                                 | Giancarlo Tartoni        | Gabriele Mugnaini        | Attilio Rota               |           |
| 1978                                                                 | Francesco Moser          | Alfio Vandi              | Vittorio Algeri            |           |
| 1979                                                                 | Vittorio Algeri          | Francesco Moser          | Pierino Gavazzi            |           |
| 1980                                                                 | Giuseppe Saronni         | Pierino Gavazzi          | Bruno Leali                |           |
| 1981                                                                 | Pierino Gavazzi          | Gianbattista Baronchelli | Alfio Vandi                |           |
| 1982                                                                 | Gianbattista Baronchelli | Pierino Gavazzi          | Silvano Contini            |           |
| 1983                                                                 | Fabrizio Verza           | Sergio Santimaria        | Jesper Worre               |           |
| 1984                                                                 | Marco Franceschini       | Giuseppe Passuello       | Emanuele Bombini           |           |
| 1985                                                                 | Pierino Gavazzi          | Jesper Worre             | Sergio Scremin             |           |
| 1986                                                                 | Giovanni Bottoia         | Marco Franceschini       | Dag Erik Pedersen          |           |
| 1987                                                                 | Marino Amadori           | Stefano Colagè           | Gianni Bugno               |           |
| 1988                                                                 | Massimo Ghirotto         | Stefano Colagè           | Gianbattista Baronchelli   |           |
| 1989                                                                 | Edward Salas             | Gianbattista Baronchelli | Maurizio Fondriest         |           |
| 1990                                                                 | Dmitri Konyschew         | Massimo Ghirotto         | Leonardo Sierra            |           |
| 1991                                                                 | Gianni Faresin           | Stefano Cortinovis       | Giuseppe Petito            |           |
| 1992                                                                 | Gianni Faresin           | Stefano Colagè           | Daniel Steiger             |           |
| 1993                                                                 | Marco Saligari           | Piotr Ugrumov            | Maurizio Molinari          |           |
| 1994                                                                 | Francesco Casagrande     | Bjarne Riis              | Andrea Ferrigato           |           |
| 1995                                                                 | Andrea Ferrigato         | Angelo Canzonieri        | Luca Gelfi                 |           |
| 1996                                                                 | Michele Bartoli          | Francesco Casagrande     | Claudio Chiappucci         |           |
| 1997                                                                 | Gianni Faresin           | Francesco Casagrande     | Valentino Fois             |           |
| 1998                                                                 | Romāns Vainšteins        | Mario Manzoni            | Luca Mazzanti              |           |
| 1999                                                                 | Massimo Podenzana        | Danilo Di Luca           | Luca Scinto                |           |
| 2000                                                                 | Danilo Di Luca           | Sergio Barbero           | Nicola Miceli              |           |
| 2001                                                                 | Davide Rebellin          | Francesco Casagrande     | Danilo Di Luca             |           |
| 2002                                                                 | Stefano Garzelli         | Giuliano Figueras        | Francesco Casagrande       |           |
| 2003                                                                 | Juan Fuentes             | Gabriele Colombo         | Fabiano Fontanelli         |           |
| 2004                                                                 | Damiano Cunego           | Igor Astarloa            | Ruggero Borghi             |           |
| 2005                                                                 | Luca Mazzanti            | Ruggero Marzoli          | Fredy González             |           |
| 2006                                                                 | Damiano Cunego           | Daniele Pietropolli      | Franco Pellizotti          |           |
| 2007                                                                 | Vincenzo Nibali          | Franco Pellizotti        | Mijailo Jalilov            |           |
| 2008                                                                 | Eddy Ratti               | Francesco Ginanni        | Luis Felipe Laverde        |           |
| 2009                                                                 | Daniele Callegarin       | Gabriele Bosisio         | Jackson Rodríguez          |           |
| 2010                                                                 | Daniele Ratto            | Miguel Ángel Rubiano     | Franco Pellizotti          |           |
| 2011                                                                 | Ángel Vicioso            | Giovanni Visconti        | Mauro Finetto              |           |
| 2012                                                                 | Filippo Pozzato          | Fabio Taborre            | Kristijan Đurasek          |           |
| 2013                                                                 | Mauro Santambrogio       | Patrik Sinkewitz         | Oscar Gatto                |           |
| 2014                                                                 | Adam Yates               | Davide Formolo           | Francesco Manuel Bongiorno |           |
| 2015 edição não realizada                                            |                          |                          |                            |           |
| 2016                                                                 | Simon Clarke             | Andrea Fedi              | Giovanni Visconti          |           |
| 2017                                                                 | Adam Yates               | Richard Carapaz          | Rigoberto Urán             |           |
| 2018                                                                 | Matej Mohorič            | Marco Canola             | Davide Ballerini           |           |
| 2019                                                                 | Maximilian Schachmann    | Mattia Cattaneo          | Andrea Vendrame            |           |
| 2020                                                                 | cancelado                | cancelado                | cancelado                  | cancelado |
| 2021                                                                 | Mauri Vansevenant        | Bauke Mollema            | Mikel Landa                |           |
| 2022                                                                 | Diego Ulissi             | Alessandro Fedeli        | Xandro Meurisse            |           |
| 2023                                                                 | Ben Healy                | Amanuel Gebrezgabihier   | Mark Stewart               |           |
| 2024                                                                 | Marc Hirschi             | Thomas Silva             | Diego Ulissi               |           |

## Palmarés por países
Somente contempla-se o GP Industria & Artigianato di Larciano (edições profissionais desde 1977).
| País        | Vitórias |
| ----------- | -------- |
| Itália      | 33       |
| Austrália   | 3        |
| Espanha     | 2        |
| Reino Unido | 2        |
| Rússia      | 1        |
| Letônia     | 1        |
| Eslovênia   | 1        |
| Alemanha    | 1        |
| Bélgica     | 1        |
| Irlanda     | 1        |